# Ochoz
Ochoz es una localidad del distrito de Prostějov, en la región de Olomouc, República Checa. Tiene una población estimada, a principios del año 2021, de 190 habitantes.
Está ubicada en el sur de la región, a poca distancia al norte de la ciudad de Brno y cerca de la frontera con la región de Moravia Meridional